# Collected Stories
Collected Stories è una raccolta di racconti di Saul Bellow, pubblicata nel 2001. Comprende una prefazione della moglie Janet Freedman Bellow, un'introduzione di James Wood e 13 racconti, seguiti da breve postfazione d'autore.

## Titoli dei racconti
- By the St. Lawrence, già in "Esquire", luglio 1995
- A Silver Dish (da Quello col piede in bocca)
- The Bellarosa Connection (da Something to Remember Me By: Three Tales)
- The Old System (da Addio alla casa gialla)
- A Theft (da Something to Remember Me By: Three Tales)
- Looking for Mr. Green (da Addio alla casa gialla)
- Cousins (da Quello col piede in bocca)
- Zetland: By a Character Witness (da Quello col piede in bocca)
- Leaving the Yellow House (da Addio alla casa gialla)
- What Kind of Day Did You Have? (da Quello col piede in bocca)
- Mosby's Memoirs (da Addio alla casa gialla)
- Him with His Foot in His Mouth (da Quello col piede in bocca)
- Something to Remember Me By (da Something to Remember Me By: Three Tales)

## Altri racconti non presenti nella raccolta
- Two Morning Monologues, in Partisan Review, maggio-giugno 1941
- The Mexican General, in Partisan Review, maggio-giugno 1942
- Sermon by Doctor Pep, in Partisan Review, maggio-giugno 1949
- Dora, in Harper's Bazaar, novembre 1949
- Trip to Galena, in Partisan Review, novembre-dicembre 1950
- By the Rock, in Harper's Bazaar, aprile 1951
- Address by Gooley Mac Dowell to the Hasbeens Club of Chicago, in Hudson Review, estate 1951
- The Gonzaga Manuscripts, in Discovery, 1954 (presente in Addio alla casa gialla)
- A Father-to-Be, in The New Yorker, febbraio 1955 (presente in Addio alla casa gialla)

## Edizioni
- Saul Bellow, Collected Stories, New York, Viking Press, 2001, ISBN 0-670-89486-9.
- Saul Bellow, Collected Stories, London, Penguin Books, 2007, ISBN 0-14-029289-6.